# Matthew Dominick
Matthew Stuart Dominick (Wheat Ridge, 7 de dezembro de 1981) é um piloto de teste da Marinha americana e astronauta da NASA da turma de 2017. Ele tem mais de 1,600 horas de voo em 28 aeronaves, 400 pousos com cabo de desaceleração, 61 missões de combate e quase 200 aterrissagens de aviões experimentais.

## Juventude e educação
Matthew Stuart Dominick nasceu no dia 7 de dezembro de 1981 em Wheat Ridge, filho de Donald e Rhonda Dominick. Ele formou-se na D'Evelyn Junior/Senior High School em Golden (Colorado). Em 2005, ele recebeu um Bachelor of Science em Engenharia elétrica da Universidade de San Diego com parte em Física e Matemática e foi um membro do ROTC da Marinha.

## Carreira militar
Depois de se formar, Dominick foi comendado como um Alferes na Marinha dos Estados Unidos. Ele atendeu a Air Education and Training Command na Base Aeronaval de Pensacola e tornou-se um aviador naval em 2007. Ele atendeu o treinamento para o F/A-18 Super Hornet no VFA-106 na NAS Oceana, seguido por uma atribuição ao VFA-143. Dominick tem dois envios em apoio da Operação Liberdade Duradoura e foi selecionado para atender um programa cooperativo que o permitiu a conseguir seu Master of Science em Engenharia de sistemas na Naval Postgraduate School e atendeu a Escola de Piloto de Teste Naval dos Estados Unidos.
Depois de se tornar um piloto de teste, Dominick foi atribuído ao VX-23. Ele serviu como um oficial do projeto de voo de teste em desenvolvimento em vários programas, incluindo o MAGIC CARPET, Joint Precision Approach & Landing Systems e Infrared Search and Track Pod. Ele contribuiu ao desenvolvimento do X-47B, V-22 Osprey, E-2C Hawkeye e no F-35C Lightning. Sua última atribuição antes de sua seleção como candidato a astronauta foi para o VFA-115.

## Carreira na NASA
Em junho de 2017, Barron foi selecionado como membro do Grupo 22 de Astronautas da Nasa onde começou seu treino com duração de dois anos. Na época de sua seleção, Dominick estava no mar com o USS Ronald Reagan (CVN-76).

## Vida pessoal
Dominick e sua esposa, Faith, tem duas filhas. Seus pais ainda moram em Wheat Ridge, Colorado.

## Prêmios e honrarias
Dominick foi o Naval Test Wing Atlantic Test Pilot of the Year (2015) e Membro do Department of the Navy Test Team of the Year (2015). Ele recebeu a Medalha do Ar, a Commendation Medal da Marinha; e a Navy and Marine Corps Achievement Medal. Ele é membro das sociedades of Experimental Test Pilots, Society of Flight Test Engineers e a Tailhook Association.